# Râul Valea Firii
Râul Valea Firii este un râu afluent al Someșului Cald. 